# پیتر گلاور (بازیکن فوتبال)
پیتر گلاور (انگلیسی: Peter Glover؛ زادهٔ ۱۹۳۶ (۸۸–۸۹ سال)) بازیکن فوتبال اهل بریتانیا است.
از باشگاه‌هایی که در آن بازی کرده‌است می‌توان به باشگاه فوتبال برادفورد سیتی اشاره کرد.